# Schloss Wernsdorf

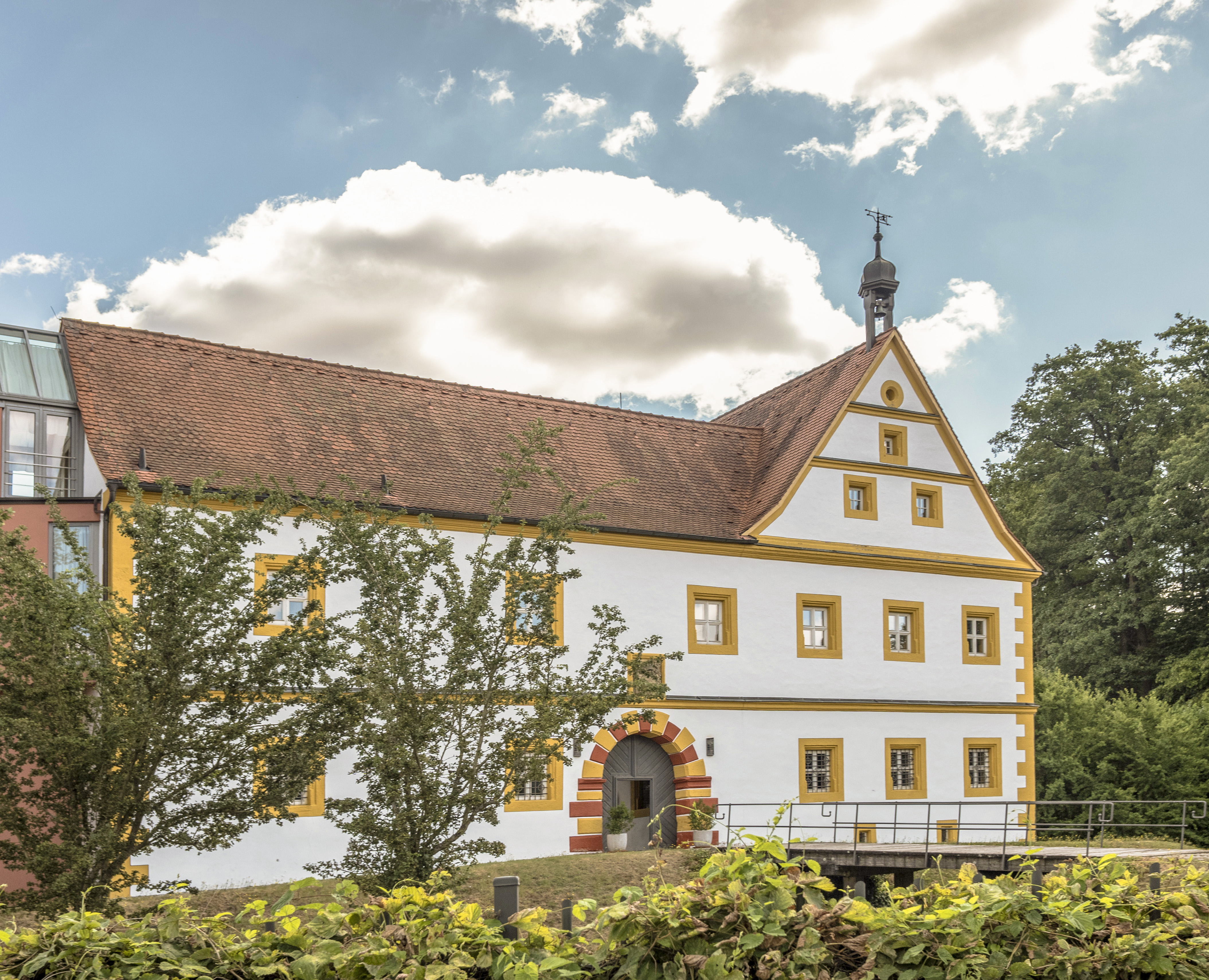
Schloss Wernsdorf

Das Schloss Wernsdorf ist ein mittelalterliches Schloss, dessen älteste Teile auf das 12. Jahrhundert datiert werden können. Das Schloss befindet sich im Strullendorfer Ortsteil Wernsdorf. Es ist Domizil und Konzertort der Capella Antiqua Bambergensis, die von Wolfgang Spindler 1984 gegründet wurde.

## Geschichte
Das Schloss steht vermutlich auf den Resten einer Wehrburg, die um 790 n. Chr. von Karl dem Großen errichtet wurde. Die Burg war einer der „Eckpunkte des Abendlandes“ und lag an einer Handelsstraße, die in die slawischen Länder führte. Erstmals urkundlich erwähnt wurde sie um 1114. Als Burgherr wurde damals der Bamberger Bischof angegeben.
1620 ließ Fürstbischof Johann Gottfried I. von Aschhausen die Anlage in den heutigen Zustand umbauen. Ab dieser Zeit war das Schloss Jagdresidenz und hatte neben einer Schafstallung auch einen Hopfengarten und ein Brauhaus.
Im Jahre 1803 riss man die Schlosskapelle und die wehrmauerähnliche Umfassung des Innenhofes ab. In den folgenden Jahren verkam das Anwesen innen, was vor allem an den häufig wechselnden Besitzern lag, bis es 1896 vom königlichen Forstmeister Andreas Eisfelder wieder bewohnbar gemacht wurde. Nach 1945 diente das Schloss als Flüchtlingsunterkunft.
1993 pachtete die Capella Antiqua Bambergensis das Anwesen, das damals in einem schlechten Zustand war, von der Eigentümerin Krommer-Eisfelder. Das Dachgestühl war nahezu vollkommen durch Hausschwamm, Holzböcke und Holzwürmer zerstört. Die Fußböden waren ebenfalls verpilzt, an mehreren Stellen waren die Decken eingestürzt. Es gab keinen Strom, keine sanitären Anlagen und keine Heizung. In über 30.000 Arbeitsstunden der Musikgruppe wurden das Schloss und der Park 1999 wieder für die Bevölkerung zugänglich gemacht. Im Jahr 2016 wurde das Anwesen durch die Erben der Eigentümerin an die Pächter verkauft.

## Heutige Verwendung des Schlosses
Im Schloss ist die Private Akademie für Alte Musik, Kunst- und Kulturgeschichte Europas e. V. untergebracht. Es dient als Auftrittsort der Capella Antiqua Bambergensis und anderer mittelalterlicher Musikgruppen.
Außerdem werden folgende Aktivitäten angeboten:
- Unterricht auf den historischen Musikinstrumenten unserer Vorfahren für Kinder, Jugendliche, Erwachsene, Senioren und ganze Familien
- Aufführungspraxis-Kursen für engagierte Ensembles
- Vorträge zur Musik- und Geistesgeschichte
- Vortragsreihen zur Kunst- und Kulturgeschichte
- Baukurse für historische Musikinstrumente
- Kurse für die Einbindung der neuen Medien in die Musikforschung

## Sonstiges
Die Akademie wurde im Jahre 2002 vom Bayerischen Kultusminister Hans Zehetmair beauftragt, das digitale Dokumentations-Zentrum für Alte Musik in Bayern einzurichten.
Neben anderen Auszeichnungen bekam Wolfgang Spindler 2002 das Bundesverdienstkreuz am Bande.
Für die besondere Arbeit in Hinsicht auf musik- und sozialpädagogische Aspekte bekam die Capella Antiqua Bambergensis 2006 den Kulturpreis Bayern der E.ON Bayern AG.